# Belgorod
Belgorod (tiếng Nga: Белгород) là một thành phố ở phía tây nước Nga, nằm trên sông Donets Seversky chỉ cách 40 km về phía bắc biên giới với Ukraina, tại 50°37′B 36°35′Đ / 50,617°B 36,583°Đ. Đây là trung tâm hành chính của tỉnh Belgorod. Dân số: 337.030 (2002). Belgorod có sân bay quốc tế Belgorod (EGO).

## Liên kết
- (tiếng Nga) Official website of Belgorod Shukhov State Technological University
- (tiếng Anh) Belgorod city views and sceneries
- (tiếng Anh) Belgorod,the golden gate of South Russia